# YEAH♪♪ 〜YOSHIMOTO COVER&BEST〜
『YEAH♪♪ 〜YOSHIMOTO COVER&BEST〜』は、2014年5月28日によしもとアール・アンド・シーから発売されたコンピレーション・アルバム。

## 概要
本作は、吉本興業100周年を記念して作られたCD3枚組・全48曲。タイトル「YEAH!」は、YOSHIMOTO、ENTERTAINMENT、ARTISTS、HITSの略。
DISC1・2は吉本芸人歌唱による代表的楽曲35曲をレーベルの垣根を超えて収録。
DISC3はアーティスト13組がカヴァーした楽曲13曲を収録。なお、この13曲には、DISC1・2に音源が収録されていない楽曲も含まれている。

## 収録曲
DISC 1
1. 恋のぼんちシート/ザ・ぼんち
作詞・作曲：近田春夫　編曲：鈴木慶一
2. ひらけ!チューリップ/間寛平
作詞・作曲：山本正之　編曲：市久
3. 夕陽のアンジェロ/桂三枝 ダボーズ
作詞：安里八　作曲：邦雄志
4. MAIDO/西川のりお・上方よしお
作詞：西川のりお、作曲：増田俊郎
5. 稲妻ベイビー/太平サブロー・シロー
作詞：森雪之丞　作曲：佐瀬寿一
6. うなずきマーチ/うなずきトリオ（ビートきよし、松本竜助、島田洋八）
作詞・作曲：大瀧詠一　編曲：多羅尾伴内
7. ふたりの大阪/西川きよし・ヘレン
作詞：菅野さほ子　作曲：猪俣公章
8. 星影の詩/中田カウス・ボタン
作詞：阿久悠　作曲：中村泰士
9. 坂町ブルース/Wヤング
作詞：中田昌秀　作曲：吉田佐
10. あんじょうやりや/オール巨人
作詞：喜多條忠　作曲：BORO
11. アチャコの応援歌/花菱アチャコ
作詞：松井由利夫　作曲：大沢浄二
12. どんなんかなァ/笑福亭仁鶴
作詞：多木比佐夫　作曲：津野陽二
13. 嘆きのボイン/月亭可朝
作詞・作曲：月亭可朝
14. 目は人間のマナコなり/岡八郎
作詞：香川登志緒　作曲：すぎやまこういち
15. アホの坂田/コメディNo.1
作詞：竹本浩三　作曲：キダ・タロー
16. カーキン音頭 〜フリーター一代男〜（青春上京篇）/河内家菊水丸
作詞：岩本恭明　作曲：河内家菊水丸
17. ECSTASY OSAKA/Y.S.P オールスターズ
作詞：三浦徳子　作曲：寺尾広

DISC 2
1. アミダばばあの唄/明石家さんま
作詞・作曲：桑田佳祐
2. WOW WAR TONIGHT 〜時には起こせよムーヴメント/H Jungle with t
作詞・作曲：小室哲哉　編曲：小室哲哉・久保こーじ
3. Grandma Is Still Alive（T.Mori's Flying Phat Mix）/GEISHA GIRLS
作詞：Ken & Sho　作曲・編曲：坂本龍一
4. ナウ・ロマンティック/KOJI1200
作詞：KOJI IMADA　作曲：TEI TOWA
5. ナンダカンダ/藤井隆
作詞：GAKU-MC　作曲・編曲：浅倉大介
6. Mickey（Hawaii ver）/Gorie with Jasmine & Joann
作詞・作曲：Michael Donald Chapman・Nicky Chinn
日本語詞：ゴリエ美化委員会　編曲：TOMISIRO <掛川陽介 & 本澤尚之>
7. WEST LOVE SHINE/WEST SIDE（ランディーズ、ロザン、キングコング）
作詞：森雪之丞　作曲：Korn
8. 「エキセントリック少年ボウイ」のテーマ/エキセントリック少年ボウイオールスターズ
作詞：松本人志　作曲・編曲　増田俊郎
9. ビックリ箱のうた/明石家さんま
作詞・作曲：松山千春
10. おーわだばく/野沢直子
作詞：野沢直子　作曲：高木一郎
11. 死ぬほどあなたが好きだから/時給800円
作詞：鈴木みゆき　作曲・編曲：武藤星児
12. 岬/ロンドンブーツ1号2号
作詞・作曲：真島昌利
13. 時間だけがロックンロール/SHINSUKE-BAND
作詞：島田紳助
14. ムーンライト（アルバム・ヴァージョン）/くず（山口智充、宮迫博之）
作詞・作曲：山口智充　編曲：小倉博和
15. いくつもの夜を越えて/明石家さんま
作詞：明石家さんま　作曲：赤枝昭彦
16. チキンライス/浜田雅功と槇原敬之
作詞:松本人志　作曲・編曲:槇原敬之
17. 笑顔のまんま/BEGIN with アホナスターズ
作詞：明石家さんま・BEGIN　作曲・編曲：BEGIN）
18. 明日があるさ/Re:Japan
作詞：青島幸男　作曲：中村八大　編曲：CHOKKAKU

DISC 3
1. しあわせって何だっけ/東京スカパラダイスオーケストラ
作詞：関口菊日出　作曲：高橋千佳子　編曲：東京スカパラダイスオーケストラ
原曲：明石家さんま/アルバム『世渡り上手』収録曲（1987/3/21）
2. LAUGH! LAUGH! LAUGH!/槇原敬之
作詞・作曲・編曲：槇原敬之
本作のための書き下ろし楽曲。
3. FRIENDSHIP/デーモン閣下
作詞・作曲：小室哲哉
原曲：H Jungle with t/シングル（1996/4/24）
4. ECSTASY OSAKA/つんく♂
作詞：三浦徳子　作曲：寺尾広
5. ナウ・ロマンティック/PUFFY
作詞：KOJI IMADA　作曲：TEI TOWA
6. 恋のぼんちシート/ガガガSP
作詞・作曲：近田春夫
7. アミダばばあの唄/スチャダラパー
作詞・作曲：桑田佳祐
8. ナンダカンダ/音速ライン
作詞：GAKU-MC　作曲：浅倉大介
9. 春はまだか/前川真悟（かりゆし58）
作詞・作曲：奥田民生
原曲：浜田雅功/シングル（1997/12/12）
10. わたしの青い空/キリンジ
作詞・作曲：堀込高樹
原曲：藤井隆/シングル（2004/7/7）
11. あぁエキセントリック少年ボウイ /奥田民生
作詞：松本人志　作曲：増田俊郎
原曲：エキセントリック少年ボウイオールスターズ/シングル（1997/9/25）
12. ムーンライト/夏川りみと山口智充
作詞・作曲：山口智充
13. WOW WAR TONIGHT 〜時には起こせよムーヴメント/ET-KING
作詞・作曲：小室哲哉